# Couple Coffee
Couple Coffee é uma banda formada por Luanda Cozetti (vocais) e Norton Daiello (baixo), brasileiros residentes em Portugal.

## Percurso
O primeiro álbum Puro foi editado em 2005, o álbum foi gravado em maio de 2005 no Rio de Janeiro mas foi lançado em Portugal pelo selo Transformadores. O primeiro álbum "Puro" (2005- Transformadores) é um duo de baixo-e-voz com participações portuguesas de  Jorge Palma, Gabriel Gomes, Sergio Costa, JP Simões e Vitorino Salomé.
Luanda Cozetti e Norton Daiello colaboram nos discos "1970" e "Roma" do português JP Simões que já participara na faixa "É Feio" do disco "Puro".
Lançaram o álbum Co'as Tamanquinhas do Zeca! (2007- Transformadores), álbum de tributo ao cantor português José Afonso. Neste segundo álbum adiciona-se à formação original de baixo-e-voz a percussão de Ruca Rebordão e a guitarra de Sergio Zurawski em várias faixas, formando o "Couple Coffee & Band".
Em 2008 no  terceiro álbum Young and Lovely, gravado ao vivo na Musicbox, prestam homenagem aos 50 anos da Bossa Nova. Em "Young.and.Lovely - 50 Anos de Bossa Nova - Ao Vivo no MusicBox Lisboa", o quarteto vê-se em todas as faixas exceto "Corcovado" e "Estrada Branca" em baixo-e-voz e "Manhã de Carnaval" à capella.
Em 2010 lançaram Quarto Grão, álbum que marca a estreia de Luanda Cozetti e Norton Daiello no campo autoral.
Seu quinto álbum "Fausto Food" com versões rock (e não só) de Fausto Bordalo Dias chegou às lojas em junho de 2017. 
Luanda Cozetti Integra também o projeto "Rua da Saudade", homenagem ao poeta José Carlos Ary dos Santos, com as cantoras Viviane, Mafalda Arnauth e Susana Félix, 
Norton Daiello integra o projeto instrumental Pedro Jóia Trio. 

## Discografia
- 2005 - Puro
- 2007 - Co'as Tamanquinhas do Zeca!
- 2008 - Young and Lovely - 50 Anos de Bossa Nova - Ao Vivo no MusicBox Lisboa
- 2010 - Quarto Grão
- 2017 - Fausto Food